# Sem Noção
Sem Noção é o oitavo álbum de estúdio do cantor Latino Foi lançado em 2007 pela gravadora Universal Music.
A faixa "O Patrão e a Empregada" contem a participação da atriz Cláudia Rodrigues. A faixa "Superfantástico" é um cover da canção originalmente pelo grupo infantil Turma do Balão Mágico.

## Faixas
| N.º | Título                                                       | Duração |  |
| 1.  | "Festinha Privê"                                             | 3:25    |  |
| 2.  | "Sem Noção (Chacarron Macarron)" (Original Album Mix)        | 3:12    |  |
| 3.  | "Pirando Todo Mundo"                                         | 3:09    |  |
| 4.  | "O Patrão e a Empregada" (participação de Cláudia Rodrigues) | 4:29    |  |
| 5.  | "Vagalume"                                                   | 3:37    |  |
| 6.  | "Solteiro Crocodilo"                                         | 3:13    |  |
| 7.  | "Cátia, Catchaça" (MaxPop Remix)                             | 3:33    |  |
| 8.  | "Vê Lá, Hein?!"                                              | 4:14    |  |
| 9.  | "Polígamo"                                                   | 3:04    |  |
| 10. | "Namorar na Rede"                                            | 3:35    |  |
| 11. | "Infernizar Você"                                            | 3:03    |  |
| 12. | "V.I.P."                                                     | 3:29    |  |
| 13. | "Sem Noção" (Maxpop Ragga House Radio Mix)                   | 3:26    |  |
| 14. | "Superfantástico" (Faixa Bônus)                              | 4:08    |  |